# Cerco de Hama
O cerco de Hama foi um período em que o exército sírio cercou a cidade de Hama, para suprimir as manifestações e eliminar os antigos soldados que desertaram para se juntar a revolta.
No 1 de Julho, 400.000 pessoas manifestaram contra o presidente sírio, uma das maiores manifestações já registradas. Dois dias mais tarde o exército é enviado para restabelecer o controlo da cidade. Depois de várias ofensivas as tropas lealistas não conseguiam penetrar no coração do município, protegida por desertores e civis armados. Em Agosto, as forças do governo ampliaram os bombardeios na região até que, no dia 4 do mesmo mês, o exército põe fim as operações depois de controlar totalmente a cidade.